# Sky Aviation (Indonesien)
Sky Aviation war eine indonesische Fluggesellschaft mit Sitz in Jakarta und Basis auf dem Flughafen Halim Perdanakusuma.

## Geschichte
Sky Aviation wurde 2010 gegründet und stellte den Betrieb im Dezember 2014 ein. Drei Superjet 100 wurden an Suchoi zurückgegeben. Geplant war ursprünglich die Auslieferung von insgesamt 15 Flugzeugen. Bei der Konkurseröffnung bat die Firma um eine zweijährige Sanierungsfrist. Am 30. Dezember 2014 gab die Bosowa Group bekannt, Sky Aviation zu übernehmen. Im Februar 2015 wurde dieses Vorhaben beerdigt.
Wegen Zweifeln an der indonesischen Flugaufsicht verhängte die Europäische Kommission zeitweise über alle Fluggesellschaften aus Indonesien ein Betriebsverbot in der Europäischen Union. Davon war auch Sky Aviation betroffen.

## Flotte

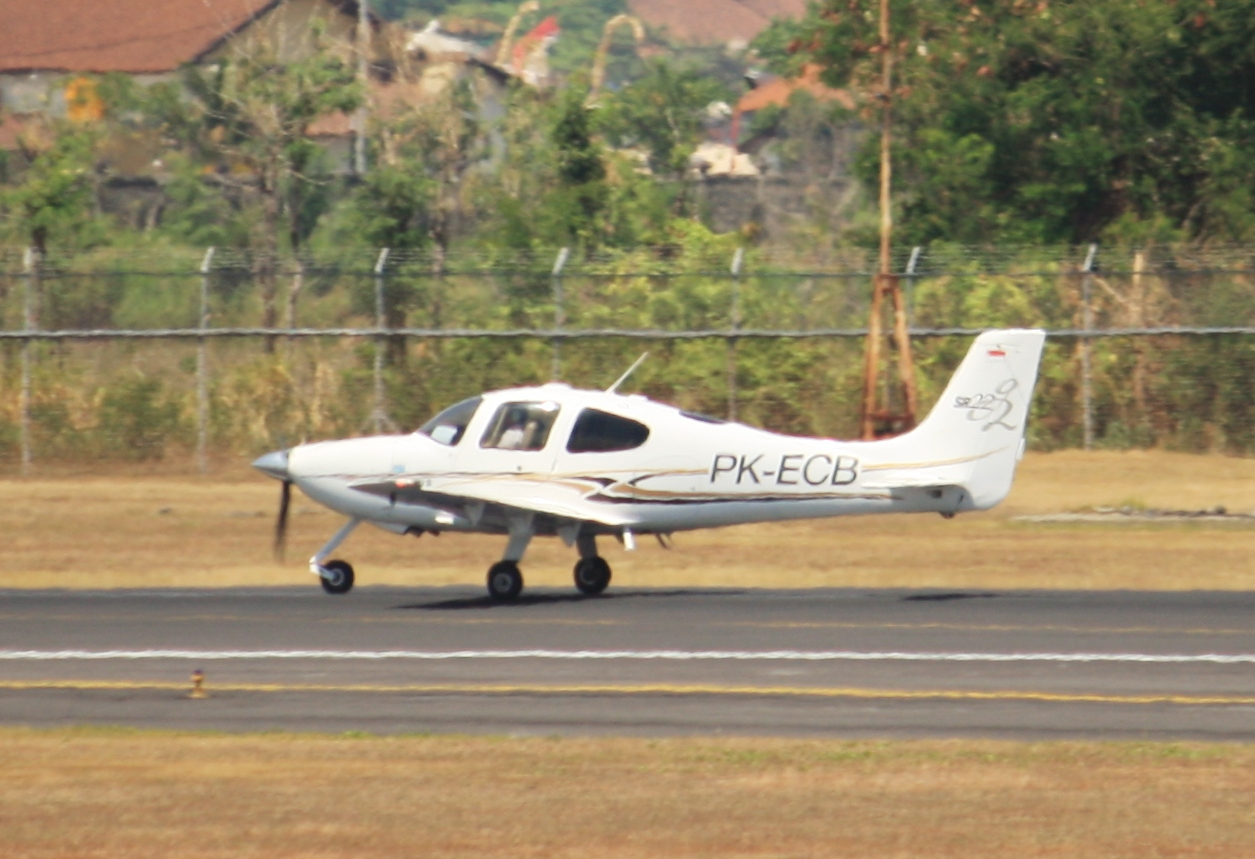
Cirrus SR22 der Sky Aviation

Sky Aviation verfügte während ihres Bestehens über neun Flugzeuge:
| Flugzeugtyp         | Anzahl | bestellt | Anmerkungen |
| ------------------- | ------ | -------- | ----------- |
| Boeing 737-300      | 1      |          |             |
| Fokker 50           | 5      |          |             |
| Suchoi Superjet 100 | 3      |          |             |
| Gesamt              | 9      | –        |             |